# Boğaziçi, Baklan
Boğaziçi là một thị trấn thuộc huyện Baklan, tỉnh Denizli, Thổ Nhĩ Kỳ. Dân số thời điểm năm 2010 là 838 người.